# Canelas e Fermelã
Canelas e Fermelã (oficialmente: União das Freguesias de Canelas e Fermelã) é uma freguesia portuguesa do município de Estarreja, com 23,02 km² de área e 2673 habitantes (censo de 2021). A sua densidade populacional é 116,1 hab./km².

## História
Foi constituída em 2013, no âmbito de uma reforma administrativa nacional, pela agregação das antigas freguesias de Canelas e Fermelã e tem a sede em Canelas.

## Demografia
A população registada nos censos foi:
| Distribuição da População por Grupos Etários | Distribuição da População por Grupos Etários | Distribuição da População por Grupos Etários | Distribuição da População por Grupos Etários | Distribuição da População por Grupos Etários | Distribuição da População por Grupos Etários |
| -------------------------------------------- | -------------------------------------------- | -------------------------------------------- | -------------------------------------------- | -------------------------------------------- | -------------------------------------------- |
| Antes da agregação                           |                                              |                                              |                                              |                                              |                                              |
| Ano                                          | 0-14 anos                                    | 15-24 anos                                   | 25-64 anos                                   | >= 65 anos                                   | Total                                        |
| 2001                                         | 437                                          | 425                                          | 1524                                         | 582                                          | 2968                                         |
| 2011                                         | 369                                          | 265                                          | 1510                                         | 626                                          | 2770                                         |
| Após a agregação                             |                                              |                                              |                                              |                                              |                                              |
| Ano                                          | 0-14 anos                                    | 15-24 anos                                   | 25-64 anos                                   | >= 65 anos                                   | Total                                        |
| 2021                                         | 327                                          | 264                                          | 1418                                         | 664                                          | 2673                                         |